# 桂正和
桂 正和（かつら まさかず、本名同じ、1962年〈昭和37年〉12月10日 - ）は、日本の漫画家。プロダクション名は STUDIO K2R。福井県生まれの千葉県育ち。阿佐ヶ谷美術専門学校中退。2015年（平成27年）から嵯峨美術大学客員教授。
1981年（昭和56年）に『週刊少年ジャンプ』（集英社）32号掲載の「転校生はヘンソウセイ!?」でデビューし、1983年（昭和58年）に同誌5・6合併号から連載を開始した『ウイングマン』で連載デビュー。主に『週刊少年ジャンプ』で活躍し、その後『週刊ヤングジャンプ』（同）に移籍。代表作に『ウイングマン』『電影少女』『I"s』など。
評価は日本国内に留まらず香港・台湾・アメリカ・フランスなど様々な国や地域のファンから支持されている。

## 来歴

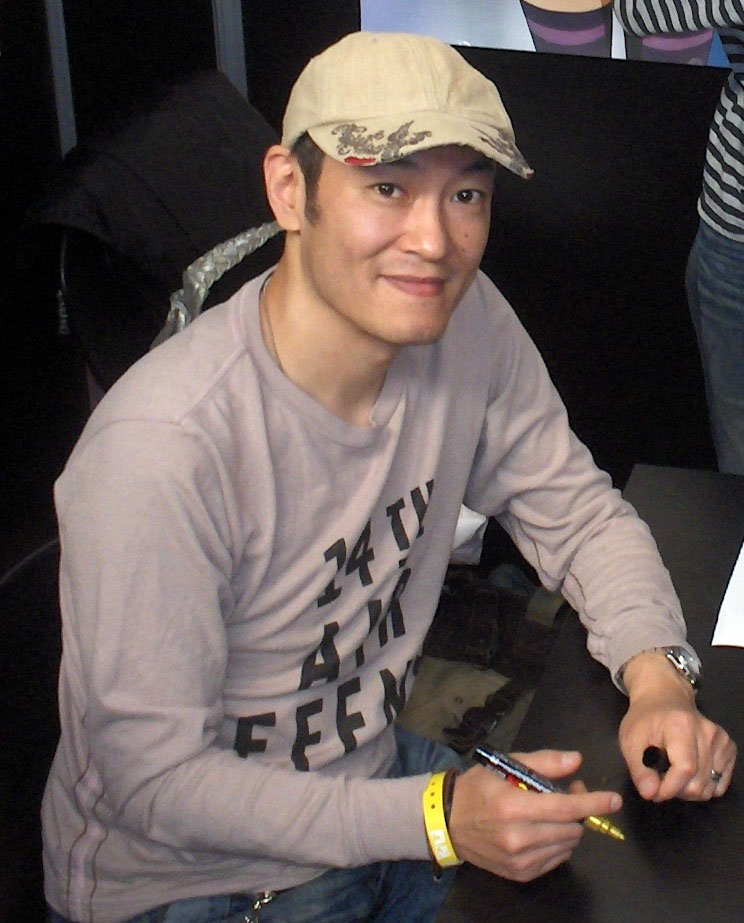
バルセロナのイベントにて（2006年〈平成18年〉）

### 生い立ち
1962年（昭和37年）福井県に生まれ、小学生の時に千葉県千葉市村田町へ引っ越し、さらに中学生になるころに同県市原市八幡へ移り20歳ごろまでを過ごす。子供の頃から絵は得意で受賞などもしていたが、アニメや漫画にはさほど惹かれておらず、ウルトラシリーズや仮面ライダーシリーズといった特撮ヒーロー物に夢中になっていた。
中学時に V55 (Technics) という50万円のコンポーネントステレオが欲しくて、当時50万円だった賞金目当てに手塚賞への応募を始める。最初の道具は手塚治虫の入門書を読んで小遣いで揃えたものだった。それまでは漫画家を目指していたわけでもない上に漫画もほとんど読んでおらず、当初は賞金だけが目的であった。目的のコンポは賞金を手に入れる前に買ってもらったが、漫画を描き続ける中で描く面白さを覚える。

### デビュー前後
高校時には授業中にペン入れをするなどして漫画に没頭する。そして1980年（昭和55年）の高校卒業間際にフレッシュジャンプ賞に投稿した作品が選外ながらも編集者・鳥嶋和彦の目に止まり、また同時期に手塚賞に応募していた「ツバサ」が佳作に入選する。
高校時代には『電子戦隊デンジマン』をきっかけとし東映の特撮テレビドラマにのめり込む（詳細は趣味の節で後述）。こうした特撮ヒーロー物のファンゆえ、そのトレースしただけのようなSF作品ばかりを描いていたが、担当となった鳥嶋にラブコメディ作品を描くように薦められ「転校生はヘンソウセイ!?」を執筆する。同作は初めてのラブコメであったにもかかわらず手塚賞準入選に入賞して『週刊少年ジャンプ』 （以下『WJ』）に掲載され、専門学校在籍中に漫画家としてのデビューを果たす。
その後『WJ』で『ウイングマン』の連載を開始し多忙となったこと、そして3年への進級に失敗したことから専門学校を中退。同作は自身の好きなヒーロー物にラブコメディ要素を取り入れたことによりヒットし、アニメ化もされた。

### 恋愛作品のヒット
『ウイングマン』終了後は『超機動員ヴァンダー』『プレゼント・フロム LEMON』と短期終了の連載が2作続き、不遇の時代を迎える。再び担当となった鳥嶋のサポートから「恋愛モノ」に取りかかり、『ウイングマン』とは逆に恋愛にSF要素を取り入れた読切「ビデオガール」を1989年（平成元年）に発表、同年さらにこれを基にした『電影少女』の連載を開始する。
『電影少女』は単行本巻数としては『WJ』時代最長となる15巻まで続き、OVA化・実写映画化など様々なメディアミックス展開が行われるヒット作となった。両作は桂にとって漫画家としてのターニングポイントとなっており、作風に様々な変化をもたらした（詳細は作風の節で後述）。
また、1989年（平成元年）に公開された映画『バットマン』をきっかけに桂は『バットマン』のファンとなり、以降の作品に影響を与えた（詳細は趣味の節で後述）。

### SF作品〜恋愛作品
『電影少女』終了後、1992年（平成4年）からは鳥嶋が創刊編集長を務めた『週刊少年ジャンプ特別編集増刊 V JUMP』において『SHADOW LADY』【VJ版】を連載、その後『WJ』に戻り1994年（平成6年）から『D・N・A² 〜何処かで失くしたあいつのアイツ〜』、1995年（平成7年）からは『SHADOW LADY』【WJ版】とアクション色の強い作品を続けて発表する。『D・N・A² 』の連載は単行本5巻分と比較的短期間だったが、テレビアニメ化されている。
1996年（平成8年）には初の青年誌向け作品として『エム』を『MANGAオールマン』にて発表する。
そして翌1997年（平成9年）にはWJ編集部の意向に沿う形で、SF要素を一切排した恋愛漫画『I"s』の連載を開始する。同作は『WJ』時代最長の作品となり、連載終了後にもメディアミックスが行われるヒット作となった。

### ヤングジャンプへの移籍
2000年（平成12年）の『I"s』連載終了と同年に掲載された読切「Dr.チャンバリー」を最後に、桂は長年活動の場として来た『WJ』を離れる。そして2002年（平成14年）に発表された『M 完全版』以降は活動の場を『週刊ヤングジャンプ』に移し、同年より『ZETMAN』の連載を開始する。5年以上にわたって連載が継続されており、桂最長の作品となっている。
移籍後に発売された『I"s』の完全版は『WJ』連載作品でありながら、ヤングジャンプ・コミックスレーベルからの発売となっている。

## 年表
※ 連載誌の記載がないものは『週刊少年ジャンプ』において連載。
- 1962年（昭和37年） - 福井県で生まれる[1]。
- 197?年（昭和4?年） - 小学生のころに千葉市に引っ越す。中学に入学するころに市原市へ引っ越し、20歳ごろまでを過ごす[12]。
- 1980年（昭和55年） - 高校卒業間際にフレッシュジャンプ賞に応募していた作品が鳥嶋和彦の目に留まる。また「ツバサ」で第19回手塚賞佳作受賞。4月、阿佐ヶ谷美術専門学校[6]に入学[15]。
- 1981年（昭和56年） - 専門学校在籍中に「転校生はヘンソウセイ!?」で第21回手塚賞準入選を受賞。漫画家としてデビューする[7]。
- 1983年（昭和58年） - 「ウイングマン」で連載デビュー（ - 1985年〈昭和60年〉）[21]。初の単行本となる『ウイングマン』1巻が8月に発売。
- 1984年（昭和59年） - 『ウイングマン』がテレビアニメ化（タイトルは『夢戦士ウイングマン』）。桂にとって初のアニメ化作品となる。8月1日、初の短編集『桂正和コレクション』1巻を発売。
- 1985年（昭和60年） - 「超機動員ヴァンダー」連載開始（ - 1986年〈昭和61年〉）。
- 1987年（昭和62年） - 「プレゼント・フロム LEMON」連載開始（同年終了）。
- 1988年（昭和63年） - 「小さな灯り」を『週刊少年ジャンプ特別編集 スーパージャンプ』[注 6]に掲載。初の青年誌掲載。
- 1989年（平成元年） - 「電影少女」連載開始（ - 1992年〈平成4年〉）。
- 1991年（平成3年） - 『電影少女 -VIDEO GIRL AI-』として『電影少女』が初の実写映画化。
- 1992年（平成4年） - 『電影少女 -VIDEO GIRL AI-』として『電影少女』が初のOVA化。『週刊少年ジャンプ特別編集増刊 V JUMP』[注 1]において「SHADOW LADY」【VJ版】連載開始（ - 1993年〈平成5年〉）[注 2]。
- 1993年（平成5年） - 「D・N・A² 〜何処かで失くしたあいつのアイツ〜」連載開始（ - 1994年〈平成6年〉）。
- 1994年（平成6年） - OVA『I・Я・I・A ZЁIЯAM THE ANIMATION』のキャラクターデザインを担当。
- 1995年（平成7年） - 「SHADOW LADY」【WJ版】連載開始（ - 1996年〈平成8年〉）。
- 1996年（平成8年） - 「エム」を『MANGAオールマン』に掲載。初の青年向け漫画。
- 1997年（平成9年） - 「I"s」連載開始（ - 2000年〈平成12年〉）。
- 1998年（平成10年） - 初のイラスト集『4C』を発売。
- 1999年（平成11年） - ゲーム『LOVE & DESTROY』のキャラクターデザインを担当。
- 2002年（平成14年） - 「M 完全版」より活動の場を『週刊ヤングジャンプ』に移し、『ZETMAN』を連載開始。本人曰く、これ以降は長編漫画を描いておらず、キャラクター原案に軸足を移して現在に至る。
- 2011年（平成23年） - テレビアニメ『TIGER & BUNNY』のキャラクター原案を担当。
- 2014年（平成26年） - 4月、鳥山明との共作短編集『カツラアキラ』発売。7月、12年もの長期連載となった連載版『ZETMAN』の第一幕が完結[注 7]。
- 2022年（令和4年） - 画業40周年を記念した展覧会『40th Anniversary 桂正和〜キャラクターデザインの世界展〜』を4月27日から5月8日まで東京・サンシャインシティ、10月5日から16日まで大阪・あべのハルカス近鉄本店にて開催した[22][23]。
- 2024年（令和6年） - 公式X（旧Twitter）を開設[24]。

## 作風
同じく漫画家で友人の鳥山明は桂の作風について「（桂は）感動させたくてしょうがない」と評している。「作風が真逆なくらい違う」鳥山が人間味を表現するのを嫌い、明るくくだらないやり取りを好むのに対し、桂はやや暗く感動を誘うような描写を好む。こうした自身の作風について桂は、あすなひろしの“哀しい”作品の影響を述べている。
『コミッカーズ』1997年10月号では「美少女とヒーローをカラーで描かせたら右に出る者はいない」との形容によって、桂の作品の特徴を端的に表している。こうした特徴から初のイラスト集である『4C』も、恋愛作品のイラストを中心とした「L-side ‹LOVERS-side›」とヒーロー物を中心とした「R-side ‹HEROES-side›」 という構成になっている。

### ヒーロー物
手塚賞佳作受賞作である「ツバサ」から長期連載の『ZETMAN』に至るまで、変身ヒーローを扱った作品が多い。上述の通り高校時代には特撮ヒーローに夢中となってそのトレースのような作品ばかりを書いていたこともあり、初期の作品には特撮ヒーロー物の影響が強い。また、『バットマン』公開以降の作品については同作の影響を自身で述べている（特撮ヒーロー・バットマンについては趣味の節で後述）。
桂自身はヒーロー物に対してはこだわりがあり、『ZETMAN』については物語の構想としては変身ヒーローである意味が無いことを認識しながらも、「僕がやる限りヒーローだよな」との思いから変身ヒーロー物として描いている。

### 恋愛物
「少年誌でやってる限り、……『ラブコメ』が向いているらしくて」と桂自身が述べるように、『電影少女』『I"s』とヒットし長期連載となった作品には恋愛要素が強い作品が列び、また恋愛を主題とはしていない変身ヒーロー物であっても『WJ』時代の連載作品には必ず恋愛要素と性的なサービスカットが含まれている。同じく鳥嶋にラブコメを求め続けられながらも頑なに拒否した鳥山明とは対極的に、桂はその要望を受け入れたことによって作品が時代とマッチし、ヒット作を生み出していった。
しかしこうした恋愛要素はコメディ要素と共にあくまで編集の意向を汲んで描かれたものであり、初のラブコメディ作品「転校生はヘンソウセイ!?」も担当のアイデアを取り入れることで執筆された作品であった。桂は恋愛作品について自身の趣味とは全く異なるものではあるが、嫌ではない旨を述べ、最初のラブコメを苦痛無く悩まず描けたことがその後へと繋がっていったと懐述している。
ただし、「（『電影少女』の開始時には）恋愛モノなんて、イヤでイヤでしようがなかったし、連載で描き続ける自信など、まるでなかった」や、「自分に求められている物を意識しすぎて、……恋愛やエロを入れなきゃとか」、などのより消極的な発言も見られ、『ウイングマン』に登場する女性戦隊ウイングガールズについては、ストイックな特撮ヒーロー物をやりたかったため本心としては出したくなかったが、編集の意向に合わせて仕事と割り切り登場させた旨を懐述している。
なお、恋愛物についてはラッセ・ハルストレムの映画『マイライフ・アズ・ア・ドッグ』の影響を自身で述べている。

#### 性的描写
鳥山は桂との対談で「（桂は）エッチなのが武器」と述べており、性的な描写は桂の作品の魅力の一つとなっている。サービスカットは『ウイングマン』初期より登場していたが、『電影少女』の連載中に性的な表現に対する大きな転機が訪れる。
当初、恋愛物の執筆にあまり乗り気ではなかった桂は、せめてもの抵抗として少年誌にありがちな恋愛漫画を避けようとリアリティ（現実感）ある描写を求めていく。そして男女交際の帰結としてベッドシーンなどにも踏み込んでいくが、「キスまで」という少年誌的な制約は厳しく、桂はこの制約の中で「裸を出さずにエッチに描く」ことにより、際どくリアリティのある描写を目指していく。
とはいえその限界の見極めは難しく、『電影少女』では単行本に収録される際の修正・単行本発行後の修正・山口県での第3巻の有害図書指定と、当時強まっていた漫画に対する表現規制のあおりを直接受けることとなった。こうした際どい表現方法は、以降も桂の作品の特徴となっており、後の『エム』や『I"s』などにも受け継がれていく。

### 画風
「美少女とヒーローをカラーで描かせたら右に出る者はいないスーパーテクニシャン」と称されるように、画力の高さには定評がある。しかし桂自身はあまり自分の画力を評価しておらず、絵柄の変更に抵抗を持たずに作品に合わせて意図的に変化させている。
大きな転機となったのは『電影少女』の原型となった読切「ビデオガール」のころで、それまでの絵柄を壊しリアリティのある絵柄を模索し始める。これは『電影少女』の連載前の漫画を描けない入院生活によって手が自分の絵を忘れてしまったことも転機とはなっているが、その他にも自分のキャラクターのルックスに飽きたこと、アイドル好きが加熱していたこともあり自分の絵よりも現実の女の子の方が可愛いと思っていることなどが理由として挙げられている。
その後の『D・N・A²』ではコミックらしさにこだわって描き、『ZETMAN』ではシリアスなストーリーに合わせ劇画にしている。鳥山明との合作『さちえちゃんグー!!』では好きでありながら自分で封印しているデフォルメにも挑戦している。

#### 美少女
上述の通り桂の描く美少女には定評があるが、『ウイングマン』の連載中には担当編集より「色気がない」との指摘を受けていた。この指摘から桂は女の子の可愛らしい仕草や多彩な表情、色気などを意識して描くようになったが、その結果として女の子を主人公にした作品の依頼しか来なくなったと語っている。
ただし、早い時期から美少女の描写は評価されており、『ウイングマン』連載中のファンレターや『超機動員ヴァンダー』の巻末にコメントを寄せた土居孝幸からは共に「女の子が可愛い」との評価を受けている。少女の描写の中でも特に尻の描写は評価が高く、鳥山は「桂君と言えばお尻」との理由によって『さちえちゃんグー!!』の主人公さちえの痣を尻に設定している。また同じく漫画家の河下水希も、「桂正和先生の描かれるお尻なんて物凄い」と評している。
美少女を描くのに当たり桂は、グラビアなどからイメージをする程度にとどめ、特定のモデルを決めずに描いている。これは特定のモデルを決めて描くと目の大きさなどのバランスが絵としては悪くなり、修正を加えていっても良い作品にならないためという。

## 趣味
趣味は映画鑑賞とグッズのコレクション。また高校時代には特撮ヒーローにも夢中になっていた。
映画鑑賞のために自宅地下にはバットマングッズのコレクションルームも兼ねたAVルームを設けており、かなりの予算を掛けている。好きな映画監督としてはサム・ライミを挙げており、『死霊のはらわた』からの熱心なファン。2002年（平成14年）の『スパイダーマン』公開に当たりライミが訪日した際には、『週刊ヤングジャンプ』の企画で対談を果たしている。
コレクションの対象としては、バットマングッズ、アンティークウォッチ、スニーカーが挙げられている。

### 特撮ヒーロー
特撮変身ヒーローのファンであり、好きな作品としてはスーパー戦隊シリーズの『電子戦隊デンジマン』、宇宙刑事シリーズの『宇宙刑事シャイダー』、ウルトラシリーズの『ウルトラマン』を挙げている。中でも高校時代に出会った『デンジマン』は特撮ヒーローに夢中となるきっかけとなった作品であり、「エポック」であり「僕の中で戦隊物であれを越えられる物はない」と語っている。特撮に対する熱意は作品鑑賞には留まらず、専門学校時代には自主制作映画の中で『太陽戦隊サンバルカン』のコスプレを行い、学園祭には『大戦隊ゴーグルファイブ』のレッドのコスプレで参加していた。
そして特撮は単なる趣味に留まらずに作品にも多大な影響を与えており、中でも東映作品は桂がヒーロー物を描くようになった原点となっている。デビュー時期に執筆された短編「学園部隊3パロかん」とその続編「学園部隊3パロかんII」は、戦隊物の自己紹介アクションを漫画で表現することを目的として執筆されたものであり、『サンバルカン』や『バトルフィーバーJ』といった戦隊物のパロディ作品となっている。そして同シリーズに先立ち執筆され、デビューのきっかけとなった短編「ツバサ」は『デンジマン』に熱中していた時に描かれた作品であり、本作を基として描かれた連載デビュー作『ウイングマン』も様々な面で特撮の影響下にある作品となっている。そもそもとして同作は「東映の特撮物を、自分で動かしてやってみたい」という動機で描かれた作品であり、作中ヒーローであるウイングマンのデザインは鳥を基本とした上で、「デンジマンの目がないところ」と「胸から腕までの白いライン」を基とし、デンジマンのシンプルさを目指してデザインされた物である。また『ウイングマン』という名称もウルトラマンに字数と「ウ」から始まり「マン」で終わるところを合わせて命名されたものである。連載開始後にはウイングマンの衣装をオーダーメイドで製作。自らの体型に合わせた特注品であり制作費用は100万円以上であった。その衣装を纏い、単行本各巻の目次背景に写真を掲載、さらに単行本ではおまけページにおいて変身アクションの解説も作成している。『ファンロード』1984年4月号においてもウイングマンの衣装を携え「桂正和先生コスプレ対談」（P.12・13、29 - 34）を行い、ファンロード側が手配した当時の女性コスプレイヤーの"小川美紅"と誌面を飾った。また、『週刊少年ジャンプ』1985年6月17日号（No.27）で連載100回を迎えた記念として、新コスチュームを制作（レインボー造型企画製）、桂自らが着用して巻頭グラビアで披露した。
2025年2月、ウイングマンスーツを模して製作された衣装が、自宅ロッカーから盗難されていたとXに投稿。桂のもとには、スーツはフェスで売却されたという情報が届いており、購入者に返却を求めた。

### バットマン
桂はバットマングッズのコレクターとしても有名で、1997年（平成9年）の『バットマン&ロビン Mr.フリーズの逆襲』および2012年（平成24年）の『ダークナイト ライジング』ではパンフレットにコメントを寄稿、2008年（平成20年）にバンダイより発売される『ダークナイト』のアクションフィギュア『MOVIE REALIZATION BATMAN&BAT-POD』ではスーパーバイザーを務め、デザインアレンジとパッケージイラストを担当している。ファンとなったきっかけは1989年の映画『バットマン』（ティム・バートン）で、同作によって『ウイングマン』の連載終了後には飽きていたヒーロー物に対する情熱が再燃した旨を語っている。
映画自体については「好きな映画ではあるが一番おもしろい映画ではない」と述べており、桂にとってのバットマンの魅力はバットマンのキャラクター性にある。誰も見ていないところでコウモリの格好をしてどちらが悪人だか分からないような対応でチンピラに脅しをかけるといった行動や、怖い容姿をして常に怒っている正義の味方バットマンと馬鹿みたいに笑っている悪役ジョーカーの両方が同じくらいに狂気に満ちていることが、東映特撮によって作られた桂にとってのヒーロー像とは異なり新鮮であったこと、そして自分がヒーローであることを見て欲しい自己中心的な性格が『ウイングマン』の健太とシンクロしたことをその魅入られた理由として挙げている。また一番好きな敵キャラクターとしてはジョーカーを挙げ、敵がジョーカーであったこともバットマンに没頭した理由の一つである旨を述べている。
『バットマン&ロビン』特集号の『S.M.H.』VOL.8 では自作のバットマン胸像が表紙を飾り、「自他ともに認める強度のバットマニア」との形容と共にバットマングッズのコレクターとしての取材を受けた他、『フィギュア王』NO.27でも「漫画界きってのバットマニア」として取材を受けており、これらの取材ではバットマングッズのコレクションルームを兼ねた自宅地下のAVルームを公開している。
バットマンは桂の作品にも影響を与えており、特に『SHADOW LADY』と読切「ZETMAN」はバットマンの世界へのオマージュ作品となっている。より直接的な描写としては、頭の「とがった耳」をバットに変えたパロディキャラクター「ばっとマン」が『電影少女』の作中に登場している。
なお、愛犬はバットマン登場キャラクターのアルフレッドに因み、雌であるため「アルフレッコ」と名付けられている。
また、『WJ』連載時の自画像にも、バットマンの絵を使用していた。

## 作品リスト

### 漫画作品
- 2020年5月現在。
- デフォルトでの表記は発表順。雑誌未掲載作品については執筆年で代用している。他列でのソート後に再度発表順でソートするには、最左列を利用する。
- 「種」欄は連載か読切かで2種に大別。
- 発行出版社のうちグラフィック社については「G社」と略記。
- 「掲載」欄は初出を記載。雑誌の場合は掲載誌名と号数、書籍については『書籍名』と発行年を記載。
  - 掲載誌のうち『週刊少年ジャンプ』の増刊については冒頭に「WJ増刊」と略記。
  - 掲載誌のソートは刊行頻度（週刊 etc.）を除いた名称で行う。WJ増刊については個別の誌名を無視し「しょうねんじゃんぷぞうかん」+「発行順」でソートする。
- 「収」欄は収録単行本またはイラスト集を「略号x-y」の形で示す。
  - 〈略号〉4C：イラスト集『4C』、TB：『桂正和×TIGER & BUNNY 原画&ラフ画集成』、未：単行本未収録、この他の漫画単行本の略号対応は#漫画単行本を参照。
  - 「x」は収録巻、「y」は各単行本内での収録順を示す。

|  | 連載作品 |  | 読切作品 |

|      | 作品名                                      | 種   | 発行   | 掲載                                                                       | 収    | 備考 |
| ---- | ------------------------------------------- | ---- | ------ | -------------------------------------------------------------------------- | ----- | --- |
| 0    | Ｚ                                          | Ｚ   | Ｚ     | 1980年代                                                                   | Ｚ    | Ｚ |
| 1    | ツバサ                                      | 読切 | —      | 雑誌未掲載（1980年執筆）                                                   | 短1-7 | 変身ヒーロー作品。第19回手塚賞佳作。                                                                        |
| 2    | 転校生はヘンソウセイ!?                      | 読切 | 集英社 | 週刊少年ジャンプ 1981年32号                                                | 短1-4 | 恋愛作品。デビュー作であり、第21回手塚賞準入選作。                                                          |
| 3    | 学園部隊3パロかん                           | 読切 | 集英社 | WJ増刊 少年ジャンプ 1981年8月増刊号                                        | 短1-5 | 変身ヒーローのパロディ作品。続編に「II」がある。                                                            |
| 4    | 学園部隊3パロかんII                         | 読切 | —      | 雑誌未掲載（1981年執筆）                                                   | 短1-6 | 変身ヒーローのパロディ作品。「学園部隊3パロかん」の続編。                                                   |
| 5    | 夏にすずみ!                                 | 読切 | 集英社 | フレッシュジャンプ 1982年2号                                               | 短1-2 | 恋愛作品。「すずみシリーズ」第1作。                                                                         |
| 6    | 秋にすずみ…                                 | 読切 | 集英社 | フレッシュジャンプ 1982年3号                                               | 短1-3 | 恋愛作品。「すずみシリーズ」第2作。                                                                         |
| 7    | ウイングマン                                | 連載 | 集英社 | 週刊少年ジャンプ 1983年5・6合併号 - 1985年39号                             | W     | 変身ヒーロー作品。連載デビュー作。 TVアニメ・ゲーム・実写TVドラマ化されている。 1984年20号 - 40号まで休載。 |
| 8    | ヴォーグマン                                | 読切 | 集英社 | WJ増刊 少年ジャンプ 1985年スプリングスペシャル                             | 短2-5 | 変身ヒーロー作品。                                                                                          |
| 9    | 超機動員ヴァンダー                          | 連載 | 集英社 | 週刊少年ジャンプ 1985年52号 - 1986年21号                                   | Va    | 変身ヒーロー作品。                                                                                          |
| 10   | すず風のパンテノン                          | 読切 | 集英社 | WJ増刊 少年ジャンプ 1986年サマースペシャル                                 | 短2-4 | 変身ヒーロー作品。                                                                                          |
| 11   | KANA                                        | 読切 | 集英社 | 週刊少年ジャンプ 1986年48号                                                | 短2-3 | 恋愛作品。                                                                                                  |
| 12   | プレゼント・フロム LEMON                    | 連載 | 集英社 | 週刊少年ジャンプ 1987年33号 - 51号                                         | P     | アイドル作品。                                                                                              |
| 13   | 小さな灯り                                  | 読切 | 集英社 | WJ増刊 スーパージャンプ 1988年5号                                          | 短1-1 | 恋愛作品。初の青年誌掲載。                                                                                  |
| 14   | エトランゼ                                  | 読切 | 集英社 | WJ増刊 少年ジャンプ 1988年ウィンタースペシャル                             | 短2-2 | 恋愛作品。原案・大場ひろし。                                                                                |
| 15   | SHIN-NO-SHIN 愛と憎しみのタイムスリップ     | 読切 | 集英社 | 週刊少年ジャンプ 1989年31号                                                | 短3-2 | 恋愛作品 (SF)。                                                                                             |
| 16   | ビデオガール                                | 読切 | 集英社 | WJ増刊 少年ジャンプ 1989年ウインタースペシャル                             | 短2-1 | 恋愛作品 (SF)。                                                                                             |
| 17   | 電影少女                                    | 連載 | 集英社 | 週刊少年ジャンプ 1989年51号 - 1992年31号 WJ増刊 1992年ウインタースペシャル | Vi    | 恋愛作品 (SF)。 OVA・小説・ゲーム・実写映画・実写TVドラマ・ラジオドラマ化されている。                       |
| 17.5 | Ｚ                                          | Ｚ   | Ｚ     | 1990年代                                                                   | Ｚ    | Ｚ |
| 18   | SHADOW LADY【VJ版】                         | 連載 | 集英社 | WJ増刊 V JUMP 1992年11月22日号 - 1993年4月4日号 Vジャンプ 1993年7月号      | 4C3   | 変身ヒーロー作品。                                                                                          |
| 19   | WOMAN IN THE MAN -男の中の女-               | 読切 | 集英社 | 週刊少年ジャンプ 1993年5・6合併号                                          | 短3-3 | 恋愛作品 (TSF) 。                                                                                           |
| 20   | D・N・A² 〜何処かで失くしたあいつのアイツ〜 | 連載 | 集英社 | 週刊少年ジャンプ 1993年36・37合併号 - 1994年29号                           | D     | 変身ヒーロー作品。 TVアニメ化されている。                                                                   |
| 21   | ZETMAN【読切版】                            | 読切 | 集英社 | WJ増刊 少年ジャンプ 1994年オータムスペシャル                               | 短3-1 | 変身ヒーロー作品。                                                                                          |
| 22   | SHADOW LADY【読切版】                       | 読切 | 集英社 | 週刊少年ジャンプ 1995年3・4合併号                                          | 短3-4 | 変身ヒーロー作品。                                                                                          |
| 23   | SHADOW LADY【WJ版】                         | 連載 | 集英社 | 週刊少年ジャンプ 1995年31号 - 1996年2号                                    | S     | 変身ヒーロー作品。                                                                                          |
| 24   | エム                                        | 読切 | 集英社 | MANGAオールマン 1996年4月号                                                | 4C1   | 恋愛作品。初の青年向け。後に加筆され「M 完全版」に。                                                        |
| 25   | I"s                                         | 連載 | 集英社 | 週刊少年ジャンプ 1997年19号 - 2000年24号                                   | I     | 恋愛作品。OVA（2度）・ゲーム・小説・実写TVドラマ化されている。                                              |
| 25.5 | Ｚ                                          | Ｚ   | Ｚ     | 2000年代                                                                   | Ｚ    | Ｚ |
| 26   | Dr.チャンバリー                             | 読切 | 集英社 | 週刊少年ジャンプ 2001年3・4合併号                                          | 未    | 全39頁、冒頭4頁カラー。 吸血鬼にされた医者を主人公としたSFファンタジー作品。                                |
| 27   | a virgin                                    | 読切 | G社    | 『Bitch's Life Illustration FIle』（2001年）                               | M     | 韮沢靖のイラスト集に掲載されたエロティックイラスト。                                                        |
| 28   | M 完全版                                    | 読切 | 集英社 | 週刊ヤングジャンプ 2002年5・6合併号                                        | M     | 恋愛作品。「エム」に加筆した作品。                                                                          |
| 29   | 記憶の迷宮                                  | 読切 | 集英社 | 週刊ヤングジャンプ 2002年5・6合併号                                        | M     | 「M 完全版」関連作品。                                                                                      |
| 30   | ZETMAN【連載版】                            | 連載 | 集英社 | 週刊ヤングジャンプ 2002年48号 - 2014年34号                                 | Z     | 変身ヒーロー作品。 TVアニメ・ラジオドラマ化されている。                                                     |
| 31   | さちえちゃんグー!!                          | 読切 | 集英社 | ジャンプスクエア 2008年5月号                                               | 短KA  | ヒーロー作品。原作・鳥山明。                                                                                |
| 31.5 | Ｚ                                          | Ｚ   | Ｚ     | 2010年代                                                                   | Ｚ    | Ｚ |
| 32   | JIYA -ジヤ-                                 | 読切 | 集英社 | 週刊ヤングジャンプ 2010年2・3合併号 - 6号                                  | 短KA  | ヒーロー作品。原作・鳥山明。                                                                                |
| 32   | TIGER & BUNNY【1作目】                      | 読切 | 集英社 | 週刊ヤングジャンプ 2011年36・37合併号                                      | TB    | ヒーロー作品。作：西田征史。                                                                                |
| 33   | TIGER & BUNNY【2作目】                      | 読切 | 集英社 | 週刊ヤングジャンプ2012年43号                                               | 未    | ヒーロー作品。作：西田征史。                                                                                |
| 33.5 | Ｚ                                          | Ｚ   | Ｚ     | 2020年代                                                                   | Ｚ    | Ｚ |
| 34   | おかえり                                    | 読切 | 集英社 | 週刊ヤングジャンプ 2020年26号                                              | 未    | 恋愛作品。                                                                                                  |

### 書籍

#### 漫画単行本
- 2011年12月現在。
- 書名が同じ物は【 】内の注記で区分を付けている。
- デフォルトでの表記は作品毎にまとめて初巻の発行順とし、短編集については最後にまとめた。他列でのソート後にデフォルトの順へと戻すには、最左列を利用する。
- 「判」欄はその書籍の判型を示し、ハードカバー本については「H」を付記する。
- 「略」欄は上記#漫画作品の収録欄で用いている略号を示す。

|  | オリジナル |  | 再出版 |  | 短編集 |

|    | 書名                                                   | 発行     | レーベル                       | 判   | 発行年          | 巻 | 注記                                     | 略    |
| -- | ------------------------------------------------------ | -------- | ------------------------------ | ---- | --------------- | -- | ---------------------------------------- | ----- |
| 1  | ウイングマン【JC版】                                   | 集英社   | ジャンプ・コミックス           | 新書 | 1983年 - 1986年 | 13 |                                          | W     |
| 2  | ウイングマン【愛蔵版】                                 | ホーム社 | －                             | B6H  | 1992年          | 7  | 愛蔵版としてハードカバーでの再出版。     | W     |
| 3  | ウイングマン【文庫版】                                 | 集英社   | 集英社文庫コミック版           | 文庫 | 1998年          | 7  | 文庫での再出版。                         | W     |
| 4  | 超機動員ヴァンダー【JC版】                             | 集英社   | ジャンプ・コミックス           | 新書 | 1987年          | 2  |                                          | Va    |
| 5  | 超機動員ヴァンダー【ワイド版】                         | ホーム社 | ジャンプ コミック セレクション | B6   | 1995年          | 2  | ワイド版での再出版。                     | Va    |
| 6  | 超機動員ヴァンダー【文庫版】                           | 集英社   | 集英社文庫コミック版           | 文庫 | 2001年          | 1  | 文庫での再出版。                         | Va    |
| 7  | プレゼント・フロム LEMON【JC版】                       | 集英社   | ジャンプ・コミックス           | 新書 | 1988年          | 2  |                                          | P     |
| 8  | プレゼント・フロム LEMON 【ワイド版】                  | ホーム社 | ジャンプ コミック セレクション | B6   | 1994年          | 2  | ワイド版での再出版。                     | P     |
| 9  | プレゼント・フロム LEMON【文庫版】                     | 集英社   | 集英社文庫コミック版           | 文庫 | 2001年          | 1  | 文庫での再出版。                         | P     |
| 10 | 電影少女【JC版】                                       | 集英社   | ジャンプ・コミックス           | 新書 | 1990年 - 1993年 | 15 |                                          | Vi    |
| 11 | 電影少女【愛蔵版】                                     | ホーム社 | －                             | B6H  | 1997年 - 1998年 | 9  | 愛蔵版としてハードカバーでの再出版。     | Vi    |
| 12 | 電影少女【文庫版】                                     | 集英社   | 集英社文庫コミック版           | 文庫 | 2003年          | 9  | 文庫での再出版。                         | Vi    |
| 13 | D・N・A² 〜何処かで失くしたあいつのアイツ〜            | 集英社   | ジャンプ・コミックス           | 新書 | 1993年 - 1995年 | 5  |                                          | D     |
| 14 | D・N・A² 〜何処かで失くしたあいつのアイツ〜 【文庫版】 | 集英社   | 集英社文庫コミック版           | 文庫 | 2012年          | 3  | 文庫での再出版。                         | D     |
| 15 | SHADOW LADY                                            | 集英社   | ジャンプ・コミックス           | 新書 | 1996年          | 3  |                                          | S     |
| 16 | SHADOW LADY【文庫版】                                  | 集英社   | 集英社文庫コミック版           | 文庫 | 2012年          | 2  | 文庫での再出版。                         | S     |
| 17 | I"s【JC版】                                            | 集英社   | ジャンプ・コミックス           | 新書 | 1997年 - 2000年 | 15 |                                          | I     |
| 18 | I"s【完全版】                                          | 集英社   | ヤングジャンプ・コミックス     | A5   | 2005年 - 2006年 | 12 | 完全版での再出版。                       | I     |
| 19 | I"s【文庫版】                                          | 集英社   | 集英社文庫コミック版           | 文庫 | 2012年 - 2013年 | 9  | 文庫での再出版。                         | I     |
| 20 | ZETMAN                                                 | 集英社   | ヤングジャンプ・コミックス     | B6   | 2003年 - 2014年 | 20 |                                          | Z     |
| 21 | M エム                                                 | 集英社   | ヤングジャンプ・コミックス     | B5H  | 2005年          | 1  | ハードカバー愛蔵版。限定特装版あり。     | M     |
| 22 | 桂正和コレクション【JSC版】                            | 創美社   | ジャンプスーパーコミックス     | 新書 | 1984年          | 1  | 短編集。                                 | 短1   |
| 23 | 桂正和コレクション【ワイド版】                         | 創美社   | ジャンプスーパーエース         | A5   | 1989年          | 2  | 短編集。1巻は新書版に1作追加した再出版。 | 短1/2 |
| 24 | ZETMAN 桂正和短編集                                    | 集英社   | ジャンプ・コミックス           | 新書 | 1995年          | 1  | 短編集。                                 | 短3   |
| 25 | カツラアキラ 桂正和×鳥山明共作短編集                   | 集英社   | ジャンプ・コミックス           | 新書 | 2014年          | 1  | 短編集。                                 | 短KA  |

#### イラスト集
- 『4C』 集英社、1998年8月9日初版第1刷発行、ISBN 4-08-782762-3 - 『I"s』初期までのカラーイラストなどを収録。3冊組。タイトルは4色カラー (color) 原稿に由来するが、イラスト集自体は特色を加えた5色での印刷となっている[7]。
  - L-side ‹LOVERS-side› Katsura Masakazu Illustrations 1 - 恋愛作品のイラストなどを収録。
  - R-side ‹HEROES-side› Katsura Masakazu Illustrations 2 - ヒーロー作品や短編のイラスト、インタビュー、作品リスト、ゲストメッセージを収録。
  - SHADOW LADY Katsura Masakazu Illustrations 3 - 「SHADOW LADY」【VJ版】を収録。
- 『I"s ILLUSTRATIONS』 集英社、1999年12月9日初版第1刷発行  - I"s BOX の一部。名前の通り『I"s』のカラーイラストのみを収録。
- 『桂大全』集英社、2011年6月30日第1刷発行、ISBN 978-4-08-782365-3 - 画業30周年記念本。3冊組。
  - 桂図録 - イラスト集。
  - 桂特録 - グラビア、寄稿イラスト、作品解説。
  - 桂事録 - ドキュメンタリー。
- 『桂正和×TIGER & BUNNY 原画&ラフ画集成』集英社〈YJ愛蔵版〉2011年10月31日第1刷発行、ISBN 978-4-08-782392-9
  - 限定版 2012年2月15日第1刷発行、ISBN 978-4-08-908153-2、ワイルドタイガーの S.H.Figuarts 付き
- 『桂図録 exteded version』集英社、2012年3月31日第1刷発行、ISBN 978-4-08-782449-0 -『桂大全』収録の「桂図録」を単独で発売。一部収録作品が異なっている。
- 『桂正和×TIGER & BUNNY 2 原画&ラフ画集成』集英社〈YJ愛蔵版〉2014年2月13日第1刷発行、ISBN 978-4-08-782748-4

### その他

#### イラスト
- ジュール・ヴェルヌ（著）・横塚光雄（訳）『十五少年漂流記』集英社〈集英社文庫〉2009年4月8日改訂版第1刷、ISBN 978-4-08-760572-3 【表紙イラスト】
- 古橋秀之（著）『ALPHAS -ZETMAN ANOTHER STORY-』集英社〈JUMP j BOOKS〉2012年3月29日、ISBN 978-4-08-703260-4 【表紙イラスト】
ヤングジャンプ増刊の『ミラクルジャンプ』2011年2号から2012年7号に掲載されたものに加筆修正されたもの。連載時のイラストはこちもで一部巻末に収録されている。

#### キャラクターデザイン
- I・Я・I・A ZЁIЯAM THE ANIMATION【OVA】（1994年）
- LOVE&DESTROY【プレイステーション用ゲームソフト】（1999年）
- TIGER & BUNNY【MBS・TOKYO MX・BS11放送テレビアニメ】（キャラクター原案、2011年）[74]
- 劇場版 TIGER & BUNNY -The Beginning-【劇場アニメ】（キャラクター原案・ヒーローデザイン、2012年）
- 劇場版 TIGER & BUNNY -The Rising-【劇場アニメ】（キャラクター原案・ヒーローデザイン、2014年）
- Scarlet Blade【ネクソン、MMORPG】（ゲーム内イベント用オリジナルキャラクターデザイン、2014年）
- 牙狼 -紅蓮ノ月-【テレビアニメ】メインキャラクターデザイン（2015年）
- 劇場版 仮面ライダードライブ サプライズ・フューチャー（パラドックスロイミュードキャラクターデザイン、2015年）
- あかねさす少女（キャラクター原案、2018年）
- DOUBLE DECKER! ダグ&キリル（メインキャラクターデザイン、2018年）
- プラスティック・スマイル（劇中漫画のキャラクターデザイン、2018年）
- ASTRAL CHAIN【Nintendo Switch用ゲームソフト】（2019年）
- X-Girl（アパレルブランドとのコラボ。既存のキャラクター使用の他にオリジナルキャラクター描きおろし、2021年）[75]
- TIGER & BUNNY 2【Netflix配信アニメ】（キャラクターデザイン・ヒーローデザイン、2022年）[76]

#### フィギュア
- アクションフィギュア MOVIE REALIZATION BATMAN&BAT-POD（2008年9月27日発売） - スーパーバイザー、イラストも担当
- スーパーバイズドフィギュア I"s Pure【完全監修】葦月伊織・秋葉いつき（2009年7月発売）[77]
- S.H.Figuarts（真骨彫製法） ウイングマン（2025年8月〈発送予定〉） - 監修[78]

#### 楽曲
OVA『電影少女 -VIDEO GIRL AI-』のサウンドトラックCD（どちらも発売はビクター音楽産業）において、歌・作詞・作曲に一部参加している。
- 『電影少女 オリジナル・サウンドトラック』（1992年3月27日）収録曲
  - あの日に…（歌：木村真紀、作詞：桂正和、作曲：松浦有希）
  - 明日は明日（歌：桂正和、作詞：田口俊、作曲：岡田徹）
- 『「電影少女 2nd」イメージ・サウンドトラック -Memories-』（1992年3月27日）収録曲
  - 心の水たまり（歌：桂正和、作詞：泉水敏郎、作曲：岡田徹・鶴来正基）
  - まだ見ぬ夢（歌：桂正和、作詞：覚和歌子、作曲：桂正和）

## メディア出演
映画
- 電影少女 -VIDEO GIRL AI-（1991年6月公開） - 謎の？ 役（カメオ出演）
- ゼイラム（1991年12月公開、監督：雨宮慶太） - 通行人 役

テレビドラマ
- 実験刑事トトリ 第4話（2012年11月24日、NHK総合） - 酒屋の店主 役[注 14]
- 牙狼-GARO- -魔戒ノ花- 第10話（2014年6月6日、テレビ東京） - 似顔絵画家 役
- 99.9-刑事専門弁護士- 第7話（2016年5月29日、TBS） - 桂正和（本人） 役 [79]
  - 99.9 -刑事専門弁護士- SEASON II 第3話（2018年1月28日） - 桂正和（本人） 役
  - 99.9 -刑事専門弁護士- 完全新作SP新たな出会い篇（2021年12月29日） - 桂正和（本人） 役
- とと姉ちゃん 第88回（2016年7月15日、NHK総合） - 闇市の男 役[注 15][80][81]。
- 電影少女 - VIDEO GIRL AI 2018 - 第5話（2018年2月11日、テレビ東京） - アフロ正和 役（カメオ出演）[82]
- ウイングマン 第5話（2024年11月20日、テレビ東京） - ギャバンショーの演出家 役[83]
- 天久鷹央の推理カルテ 最終話（2025年6月24日、テレビ朝日） - 茂手内陽太 役[注 16]

バラエティ
- 漫道コバヤシ 第6回「桂正和 全仕事」（2013年11月16日、フジテレビONE）[84]
- もう!バカリズムさんのドH!（第6回：2014年9月29日、第8回：2014年11月24日、第22回：2016年1月25日、NOTTV） - ゲスト講師
- 牙狼〈GARO〉金狼感謝祭2016生放送（2016年11月23日、ファミリー劇場HD）[85]
- もう!バカリズムさんの超H!（第2回：2017年3月24日、第3回：2018年5月6日、第6回：2019年3月26日、第26回：2021年8月29日、第30回：2021年12月26日、第33回：2022年3月27日、第35回：2022年7月31日、フジテレビONE）
- 怪談のシーハナ聞かせてよ。 第参章 第10回（2022年3月1日、エンタメ〜テレ☆シネドラバラエティ） - 怪談「挨拶まわり」「ねずみ」の2話披露
- 北野誠のおまえら行くな。 恐怖の呪物SP（2022年8月6日、8月20日、9月3日〈全3回〉、エンタメ〜テレ☆シネドラバラエティ）
- 怪談好きが集まるBAR REQUIEM 第弐章 第6回（2022年8月22日、エンタメ〜テレ☆シネドラバラエティ） - 怪談「ある女優の体験…」
- 謎解き戦士!ガリベンガーV 第17話・18話「漫画家・桂正和SP」（2023年10月5日・12日、テレビ朝日）
- ガリベンチャーV 「似顔絵捜査官 桂正和」（2025年2月6日、4月30日、テレビ朝日） - 不定期出演[86]

テレビアニメ
- 牙狼〈GARO〉 -炎の刻印- 第15話（2015年1月24日、テレビ東京） - ブルーノ 役[注 17]

劇場アニメ
- 劇場版 TIGER & BUNNY -The Rising-（2014年2月8日公開） - 応援する男 役

ゲーム
- セガサターン『おまかせ！退魔業（セイバーズ）』（1996年発売） - 農協の青年団員 役（友情出演）

ラジオ
- アタック北斗の拳（1985年、ニッポン放送） - 島田紳助のおっと危ない!東京ばくだん小僧の内包番組。スペシャルウィークに出演し、名物コーナー「あたた耐久レース」で鳥山明と対決して勝利した
- TOKYO M.A.A.D SPIN「ゆう坊&マシリトのKosoKoso放送局」（J-WAVE） ※2024年11月より不定期準レギュラー
  - 2023年8月1日〈7月31日深夜〉 - ゲスト[88][89]
  - 2024年11月24日〈23日深夜〉 - 漫画原作者の赤坂アカと共にゲスト出演[90][91]
  - 2025年5月25日〈24日深夜〉・6月1日〈5月31日深夜〉 - 漫画家の江口寿史と共にゲスト出演
- コアっくまびーむ！（仮）（2025年4月3日、鳥越アズーリFM） - ゲスト

ネット配信番組
- ぶった斬りのGACKT！オマエのオノロケ聞いてヤリ魔SHOW!!（2023年6月8日 - 、ニコニコ生放送） - レギュラー
- 丸山ゴンザレスの裏社会ジャーニー（2025年4月14日、YouTube)  - ゲスト[92]

MV
- 秘密結社コヤミナティ「異世界ランデヴゥー」（2024年12月）

## 関連人物

### 鳥山明
鳥山と桂は鳥嶋和彦によって才能を見出された友人同士であり、数少ない漫画家の友人の中で最も親交の深い人物として互いに互いを挙げている。またアシスタント経験の無い桂は鳥山に漫画の相談をすることもあり、鳥山との関係について「師匠と言ってもいいかも」や「学校の先生のようなもの」と表現している。
初期には共に田舎出身であることから、鳥山が『Dr.スランプ』に田舎者として桂を登場させ、桂が『ウイングマン』に都会者であるかのように振る舞う「生徒会トリヤマ」や「Mr.マヤリト」として鳥山を登場させるなどと、互いに相手の方が田舎者であると冗談でけなし合うやり取りを『ジャンプ』誌上で行っていた。また、桂が病気療養のために『ウイングマン』を一時休載した際には、応援コーナー「がんばれ! がんばれ! 桂くん!」に「イナカ友だち」として鳥山がタイトルとイラストを寄稿している。また、1983年 - 1984年当時の桂は鳥山に「鳥嶋和彦似」であることを指摘されていたことから、『Dr.スランプ』の中で則巻千兵衛に「Dr.マシリト」と言われる場面がある。
互いの作品に影響を与えている場合もあり、『ドラゴンボール』において孫悟空が界王を笑わせるために使ったギャグは桂が考えたものであり、フュージョンのポーズの考案にも関わっている。一方、「すず風のパンテノン」は鳥山との雑談の中から生まれ、『D・N・A²』で主人公が髪の色を変えて変身するのは鳥山のアドバイスによるものである、桂から「スーパーサイヤ人に似るのでは」との問いに、鳥山は「大丈夫、わかりゃしないよ」の応答から作品を発表するも、読者からは「パクるな！」との批判の声が多かった。
また『ZETMAN』では車のデザインを行っている。
2008年には原作：鳥山明・漫画：桂正和で『ジャンプスクエア』において読切『さちえちゃんグー!!』を共作。また2009年末からは、同じ分担で『JIYA -ジヤ-』を『週刊ヤングジャンプ』において全3話の短期集中連載を行う（「桂正和×鳥山明共作短編集 カツラアキラ」収録）。

### 漫画関係者
鳥嶋和彦
元担当編集者で、桂を見い出し、漫画家としての成功へと導いた功労者。月例新人賞に応募してきた桂の作品を見て、「一コマだけいい顔あったから」と声をかけて担当となりデビューへと導いた。またターニングポイントとなった「ビデオガール」・『電影少女』も鳥嶋の協力のもとで誕生している（詳しくは来歴の節で上述）。なお「ビデオガール」の完成後、桂は鳥嶋が担当から外れたこともあり好評だった別の読切「SHIN-NO-SHIN」での連載を考えていたが、副編集長となった鳥嶋の推しにより「ビデオガール」を基とした連載を開始することとなった。また「SHADOW LADY」の名付け親でもある。
黒岩よしひろ
元アシスタント。病気で休載した時期も併せて2年近くアシスタントを経験した。渡辺満里奈のファンであったことから、桂と渡辺の対談について行っている。
稲田浩司
元チーフアシスタントであり、桂のアシスタント時代にデビューしている。1年半ほどアシスタントを経験した。
古味慎也
元アシスタント。古味初の単行本となる『EX-VITA』1巻の付帯に桂が推薦文を寄稿している。

### 専門学校の同窓生
雨宮慶太
専門学校の2年先輩。雨宮の監督映画『ゼイラム』（1991年12月公開）をはじめとして、雨宮作品の端役として数作に出演経験がある。他、ゼイラムのアニメ化作品『I・Я・I・A ZЁIЯAM THE ANIMATION』のキャラクターデザインを担当。2015年には同じく雨宮原作による『牙狼〈GARO〉』シリーズのアニメ版第2シリーズ『牙狼 -紅蓮ノ月-』メインキャラクターデザインも担当。
雨宮監督作品の一つである『未来忍者 慶雲機忍外伝』に触発され、桂は和風をコンセプトとした読切「SHIN-NO-SHIN」を描いている。
寺田克也
専門学校の1年後輩。「SHADOW LADY」【VJ版】第1回の背景を描いている。
竹谷隆之
専門学校の1年後輩。『ZETMAN』のキャラクターデザインに協力。また竹谷が造形を担当しているMOVIE REALIZATIONシリーズにおいて、桂がバットマンのスーパーバイザーを務める。また、関連シリーズである MANGA REALIZATION の第1弾としてウイングマンを造形制作している。

### その他
韮沢靖
『ZETMAN』のキャラクターデザインに協力。また桂は韮沢によるオムニバスイラスト集『Bitch's Life Illustration FIle』に「a virgin」を寄稿している。
金田龍
寺田を介して知り合う。実写映画『電影少女 -VIDEO GIRL AI-』の監督を務めた。また実現はされなかったが、金田を監督に『D・N・A²』を実写映画化する企画もあった。
酒井法子
桂が酒井のファン。コミック巻末において2度の対談を行っており、OVA『電影少女 -VIDEO GIRL AI-』のサウンドトラックCDにも参加している。また『電影少女』13巻表紙の天野あいは、酒井をモデルに描かれている。
的場浩司
プライベートで親交が深く「コウちゃん」「マーちゃん」と呼びあう仲である。